# Nebria punctatostriata punctatostriata
Nebria punctatostriata punctatostriata é uma subespécie de insetos coleópteros pertencente à família Carabidae.
A autoridade científica da subespécie é Schaufuss, tendo sido descrita no ano de 1876.
Trata-se de uma subespécie presente no território português.